# 简触花蟹蛛
简触花蟹蛛（学名：Xysticus simplicipalpatus）为蟹蛛科花蟹蛛属的动物。分布于尼泊尔以及中国大陆的西藏等地。该物种的模式产地在尼泊尔。